# 国鉄ホキ600形貨車
国鉄ホキ600形貨車（こくてつホキ600がたかしゃ）は、かつて日本国有鉄道（国鉄）に在籍したホッパ車である。

## 概要
1930年（昭和5年）に浅野造船所で、浅野セメント向け石灰石輸送用 25t 積鉱石車が16両が製造された。私有二軸ボギー鉱石車で、ヲキ1形（ヲキ1 - ヲキ16）と称した。ヲキ1 - ヲキ8は武蔵野鉄道に、ヲキ9 - ヲキ16は青梅電気鉄道に車籍を置いた。武蔵野鉄道置籍車は、1942年（昭和17年）7月に南武鉄道に移籍している。
このうちヲキ1 - ヲキ4は、1940年（昭和15年）から根古屋運用に転用され、東武鉄道に貸し出されている。
南武鉄道と青梅電気鉄道は、戦時買収により1944年（昭和19年）4月1日に国有化されたが、5両（ヲキ1 - ヲキ5）は日本高炉セメントに構内専用車として移管され、残りの11両（ヲキ6 - ヲキ16）が石炭車に類別され、セキ4000形（セキ4000 - セキ4010）に改められた。
1957年（昭和32年）に石炭車よりホッパ車に改められ、形式もホキ4000形（ホキ4000 - ホキ4010）に変更された。
更に1963年（昭和38年）7月26日の称号規程変更によりホキ600形（ホキ600 - ホキ610）に変更された。
このように本形式は車種区分が3回変わり、形式を4回変えた車である。
私有貨車を含む、国鉄に在籍した「ホキ」車（積載重量 25 t 以上のホッパ車）の中で最も全長の短い形式である。
全鋼製鋲接構造の無蓋ホッパ車で、国鉄セキ1000形を一回り小型化した構造である。荷役方式はホッパ上部よりの上入れ、側開き式による取出しであった。
車体塗色は黒で、全長は7,710 mm、全幅は2,722 mm、全高は2,588 mm、台車中心間距離は3,910 mm、実容積は18.2 m3、自重は13.5 t、換算両数は積車4.0、空車1.4である。台車は、アーチバー式のTR20であった。
1969年（昭和44年）度に最後まで在籍した車が廃車になり形式消滅した。

## 武蔵野鉄道・青梅電気鉄道ヲサフ1形

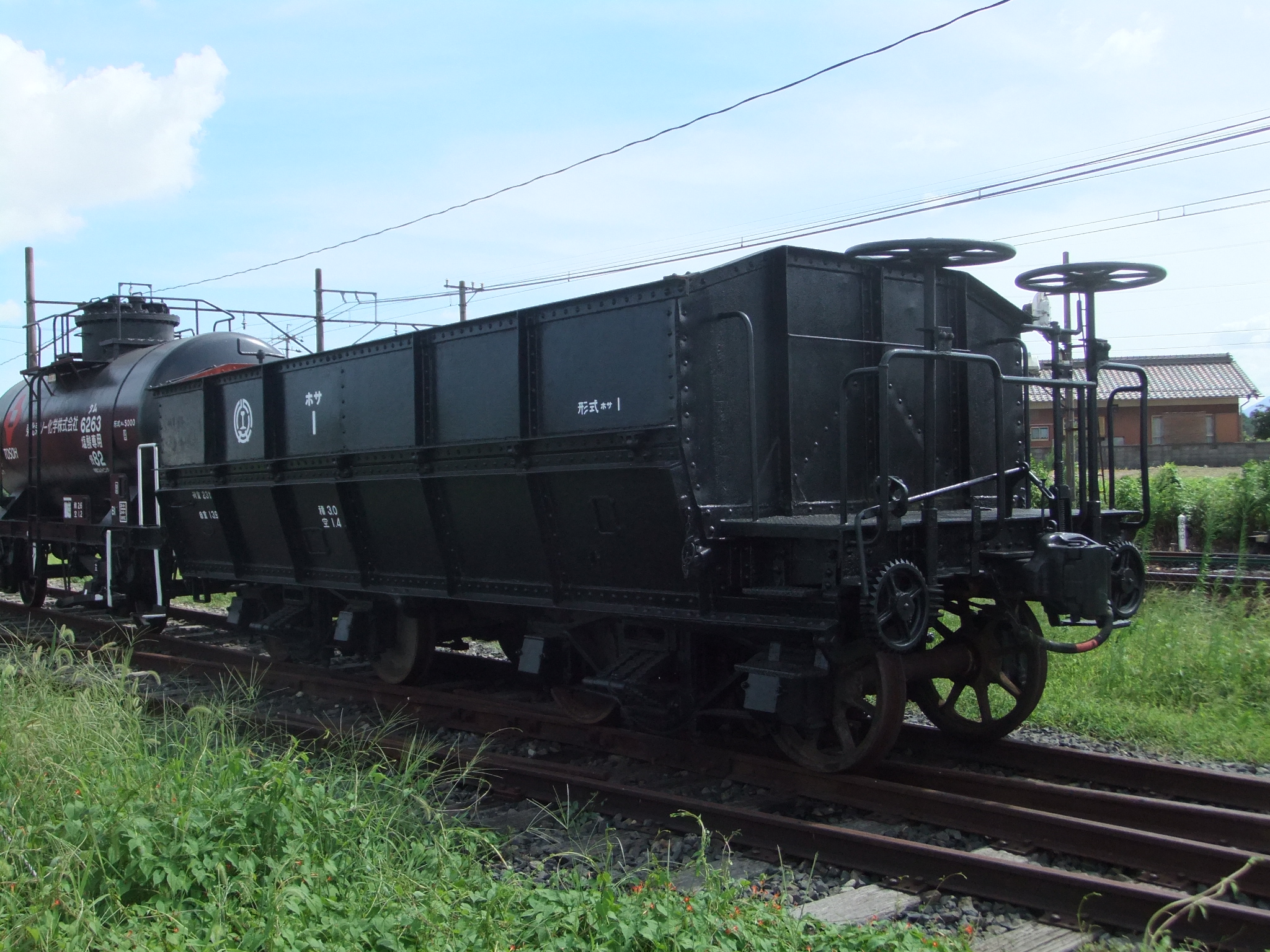
福井鉄道ホサ1形

同系車としては、本形式を基本としてホッパ長を6,040 mmに短縮し、一端に木造の車掌室（制動手室）を設けたヲサフ1形（ヲサフ1 - ヲサフ4）があった。これも1930年（昭和5年）浅野造船所製で浅野セメント所有の私有貨車で、23t積であった。当初の車籍は、ヲサフ1, ヲサフ2が武蔵野鉄道、ヲサフ3, ヲサフ4が青梅電気鉄道であったが、武蔵野鉄道置籍車は1942年（昭和17年）7月に南武鉄道へ移籍した。このうちヲサフ1は、1940年（昭和15年）から根古屋運用に転用され、東武鉄道に貸し出されている。
1944年（昭和19年）の国有化後は、全車がセサフ1形（セサフ1 - セサフ4）となったが、セキ4000形と同様の経緯で1957年（昭和32年）にホッパ車に類別変更され、ホサフ1形（ホサフ1 - ホサフ4）となった。
本形式は1966年（昭和41年）に廃車され、ホサフ1およびホサフ2は1967年（昭和42年）6月に福井鉄道に払い下げられた。両車は車掌室を撤去してホサ1形（ホサ1, ホサ2）となり、砕石輸送・散布用として使用された。1999年（平成11年）のお別れ運転後、2001年（平成13年）3月に廃車となり、ホサ1は2003年（平成15年）に三重県いなべ市の貨物鉄道博物館に寄贈され、同館で保存されている。